# Floricienta Karaoke 2005
Floricienta Karaoke 2005 es la segunda producción fonográfica de la banda sonora de la segunda temporada de la telenovela juvenil e infantil argentina Floricienta en versión karaoke. Al igual que su antecesora, en el disco sólo se escucha la música, sin ningún tipo de coros, además de ser un CD normal (no CD+G). Las canciones fueron compuestas en su mayoría por María Cristina de Giacomi (Cris Morena) y la composición musical estuvo a cargo de Marcelo Wengrovski y de Carlos Nilson. Entre las canciones más destacadas se encuentran, «Corazones al Viento», «Cosas Que Odio de Vos», «Flores Amarillas», «Qué Esconde el Conde» y «Hay Un Cuento», entre otras. 

## Lista de canciones
1. Corazones al viento (karaoke)
2. Cosas que odio de vos (karaoke)
3. Flores amarillas (karaoke)
4. ¿Qué esconde el Conde? (karaoke)
5. Desde que te vi (karaoke)
6. Ding dong (karaoke)
7. Un enorme dragón (karaoke)
8. Caprichos (karaoke)
9. Vos podes (karaoke)
10. Te siento (karaoke)
11. A bailar (karaoke)
12. Hay un cuento (karaoke)